# Нарлапревир
Нарлапреви́р (SCH 900518) — ингибитор NS3/4A сериновой протеазы вируса гепатита C, предназначенный для лечения хронического гепатита С (генотип 1) в комбинации с другими противовирусными препаратами.
Первый российский таблетированный препарат для лечения хронического вирусного гепатита С.
С 2018 года входит в перечень ЖНВЛП.

## Фармакологическое действие
Нарлапревир является пероральным ингибитором NS3 сериновой протеазы вируса гепатита С и подавляет вирусную репликацию в инфицированных клетках хозяина. Механизм ингибирования предполагает обратимое ковалентное связывание нарлапревира с активным участком NS3 протеазы с помощью кетоамидной функциональной группы.
Нарлапревир практически не связывается с человеческими протеазами, за исключением катепсина В (69% ингибирование). Известно, что чрезмерная экспрессия катепсина В ассоциирована со злокачественными опухолями.

## Применение
Показания
Лечение хронического вирусного гепатита С, вызванного вирусом генотипа 1, у пациентов старше 18 лет с компенсированным поражением печени, в комбинации с другими лекарственными препаратами для лечения вирусного гепатита С. Нарлапревир нельзя применять в качестве монотерапии.
Серьёзным недостатком нарлапревира является быстрое падение концентрации препарата в крови, вынуждающее применять его совместно с фармакокинетическим усилителем ритонавиром, обладающим гепатотоксичностью и плохим профилем межлекарственного взаимодействия. Как и прочие NS3-ингибиторы I поколения, не является пангенотипичным препаратом: приемлемая вирусологическая активность наблюдается только в отношении генотипа 1.  
Противопоказания
Нарлапревир имеет ряд противопоказаний:
- любые противопоказания препаратов, являющихся компонентами схемы лечения
- ко-инфекция ВГС/ВИЧ у пациентов, не получающих антиретровирусную терапию
- беременность или период кормления грудью
- детский возраст до 18 лет
- тяжелая нейтропения
- печеночная недостаточность
- предшествующее лечение хронического гепатита С ингибиторами протеазы вируса гепатита С
- повышенная чувствительность к компонентам
- дефицит лактазы, непереносимость лактозы, глюкозо-галактозная мальабсорбция.

## Исследования эффективности
В 2009 году в исследовании H.W. Reesink et al была показана безопасность и
противовирусную активность нарлапревира при монотерапии и в комбинации с пэгинтерфероном alfa-2b.
В исследовании X. Tong et al (2010) выявлено, что нарлапревир эффективен в отношении вирусов гепатита С с определенными мутациями, создающими резистентность к боцепревиру и телапревиру.
В 2016 году завершилось масштабное многоцентровое исследование III фазы PIONEER по оценке эффективности и безопасности нарлапревира у пациентов с хроническим вирусным гепатитом С, 1 генотипа. Устойчивый вирусологический ответ через 24 недели после окончания лечения (УВО24) в группе нарлапревира был зарегистрирован у 89 % первичных и у 70 % ранее леченных больных, тогда как в контрольной группе УВО24 наблюдался лишь у 59,6 % первичных и у 24,5 % ранее леченных пациентов на двойной терапии пегинтерфероном альфа и рибавирином. Добавление нарлапревира к двойной терапии пегинтерфероном альфа и рибавирином не приводило к ухудшению профиля безопасности нарлапревира. Успешно завершено исследование I фазы по изучению фармакокинетики нарлапревира в комбинации с ритонавиром у больных компенсированным циррозом печени (Liver Meeting AASLD, 13—17 November 2015, San Francisco, California, USA).
Как заявил профессор И. Г. Бакулин, заведующий отделом гепатологии Московского клинического научного центра и главный внештатный гастроэнтеролог Департамента здравоохранения Москвы, регистрация нарлапревира является важнейшим шагом в борьбе с гепатитом С в России. Не имеет регистрации FDA (зарегистрирован только в РФ).

## История
В 2012 году фармацевтический концерн Р-Фарм приобрел лицензию на технологию изготовления нарлапревира у компании Merck & Co (MSD). Дальнейшая разработка препарата велась Р-Фарм в сотрудничестве с Техасским Институтом Печени (США) при поддержке Федеральной целевой программы «Развитие фармацевтической и медицинской промышленности Российской Федерации на период до 2020 года и дальнейшую перспективу». В общей сложности на его разработку и клинические исследования было израсходовано порядка 700 млн рублей, из которых 120 млн рублей составили бюджетные средства.
Доклинические и клинические исследования препарата проводились в Научно-исследовательском институте Шеринг-Плау (США), а также в ряде клинических центров Европы, США и России. По результатам клинических испытаний препарат получил регистрационное удостоверение ЛП-003622 от 12.05.2016 Минздрава РФ.
Производство препарата осуществляется на Ярославском заводе готовых лекарственных средств.